# Parafia Podwyższenia Krzyża Świętego w Częstochowie

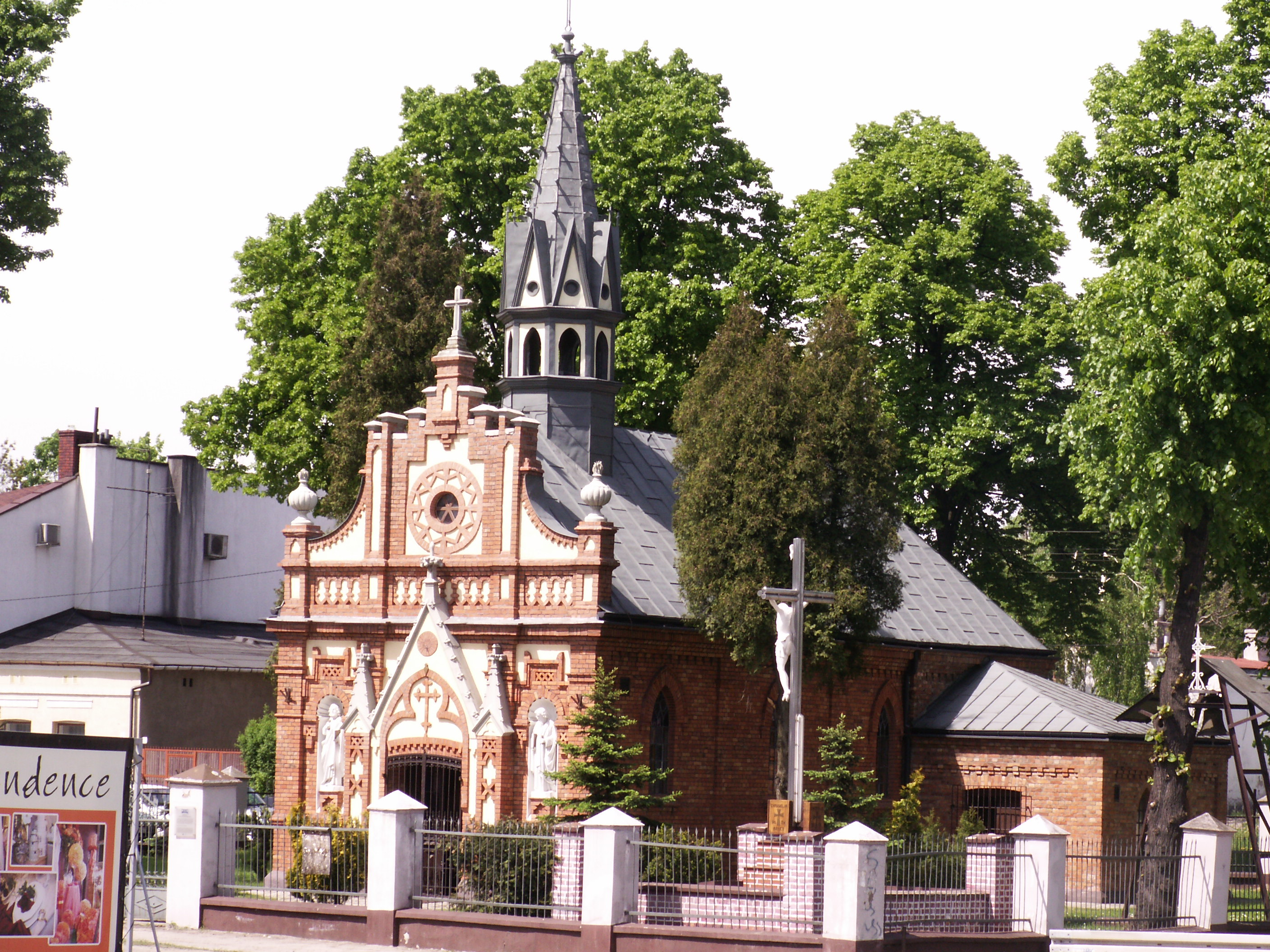
Kościół pw. Pana Jezusa Konającego w Częstochowie

Parafia Podwyższenia Krzyża Świętego w Częstochowie – rzymskokatolicka parafia w Częstochowie położona w dekanacie Częstochowa – Podwyższenia Krzyża Świętego w archidiecezji częstochowskiej.

## Historia
Parafia pw. św. Rocha – została erygowana 21 czerwca 1925 roku przez biskupa włocławskiego Stanisława Zdzitowieckiego i wydzielona w całości z parafii św. Barbary. Wezwanie św. Rocha było przejęte z tytułu kościoła i cmentarza znajdującego się na tym terenie. Parafianie jednak chętniej korzystali z małego kościółka pw. Pana Jezusa Konającego przy Rynku Wieluńskim, zbudowanego w 1906 roku staraniem ks. M. Lorentowicza, który w 1925 roku został kościołem parafialnym.
1 sierpnia 1944 roku z terytorium parafii została wydzielona ekspozytura (późniejsza parafia Świętych Apostołów Piotra i Pawła) i 3 listopada 1952 roku częściowo ekspozytura (późniejsza Parafia Miłosierdzia Bożego).
Nowy kościół w stylu neorenesansowym został zbudowany w latach 1949-1956, który został poświęcony 31 stycznia 1954 roku przez bp Zdzisława Golińskiego. W 1958 roku parafia przybrała wezwanie Podwyższenia Krzyża Świętego. 12 grudnia 1972 roku z terytorium parafii została wydzielona parafia św. Franciszka z Asyżu.
W 1989 roku odnowiono wnętrze „małego” kościółka i urządzono przedpogrzebową kaplicę przy dzwonnicy, która została 14 września 1991 roku poświęcona przez bp Mirosława Kołodziejczyka pw. NMP Bolesnej.
W kościele tym odbyło się 19 września 1994 roku rozpoczęcie procesu beatyfikacyjnego Siostry Służebnicy Bożej Anieli Róży Godeckiej i 26 marca 1998 roku do specjalnie przygotowanej tam kaplicy przeniesiono jej doczesne szczątki.
14 września 1998 roku odbyła się konsekracja kościoła, której dokonał abp Stanisław Nowak. W tym też dniu otworzył kaplicę zwaną Golgotą, w której umieszczono relikwie Krzyża św. 14 września 1999 roku odbył się w kościele akt intronizacji Chrystusa Króla. W 2001 roku rozpoczęto budowę plebanii.
Proboszczowie
1925–1939. ks. Piotr Waśkiewicz.
1939–1945. ks. Stanisław Ufniarski.
1945–1959. ks. Antoni Mietliński.
1959–1970. ks. Augustyn Kańtoch.
1970–1978. ks. Marian Łosoś.
1978–1983. ks. Władysław Maciąg.
1983–1985. ks. Franciszek Dylus.
1985–1991. ks. Kazimierz Mielczarek.
1991–2007. ks. Zdzisław Roman Gilski.
2007–2010. Ks. Andrzej Parusiński.
2010– nadal ks. Andrzej Sobota.

## Domy zakonne
- Bracia Szkolni, kaplica pw. św. Józefa Oblubieńca NMP
- SS. Antoninki
- SS. Córki Maryi – EMAUS 9 (Filles de Marie de Pasche); kaplica pw. NMP Witającej
- SS. Franciszkanki od Cierpiących; kaplica pw. Miłosierdzia Bożego
- SS. Honoratki; kaplica pw. Najświętszego Serca Pana Jezusa
- SS. Józefitki; Zakład Wychowawczy (ul. bpa Kubiny 10/12); kaplica pw. św. Józefa Oblubieńca NMP
- SS. Kanoniczki Ducha Świętego; kaplica pw. Najśw. Serca Pana Jezusa
- SS. Niepokalanki – CMN, kaplica pw. Niepokalanego Poczęcia NMP
- SS. Oblatki, kaplica pw. św. Agnieszki
- SS. Obliczanki, kaplica pw. NMP Królowej Polski
- SS. Opatrzności Bożej, kaplica pw. NMP Fatimskiej
- SS. Samarytanki, kaplica pw. NMP Częstochowskiej
- SS. Sercanki – CSM, kaplica pw. Najczystszego Serca NMP
- SS. Służki NMP Niepokalanej; kaplica pw. NMP Jasnogórskiej
- SS. Szarytki – Dom Opieki Społecznej, kaplica pw. św. Antoniego z Padwy
- SS. Urszulanki Unii Rzymskiej, kaplica pw. NMP Częstochowskiej
- SS. Westiarki, kaplica pw. bł. Honorata Koźmińskiego
- SS. Serafitki – CMBB, Częstochowa
- Wspólnota Niepokalanej Matki Wielkiego Zawierzenia

## Terytorium
Ulice: Augustowska, Bialska (do Okulickiego), Barona, Ciechanowska, Ewy, św. Jadwigi, św. Jana, Jasińskiego, Karkonoska, Krynicka, św. Krzysztofa, bpa Teodora Kubiny, Kujawska, Łódzka (do Okulickiego), 3 Maja, Marconiego, Mazowiecka, Mościckiego, Okulickiego, Aleja Jana Pawła II (nr 124–146), Poleska (od Bialskiej), św. Rocha (do nr 178 i 191), Rynek Wieluński, Sikorskiego, Stara, Wieluńska, Świętokrzyska, Włodawska, Wręczycka (do nr 18 i 19), Wrocławska, Wysockiego, kard. Stefana Wyszyńskiego (parzyste do 162), Zgorzelecka, Zakopiańska (parzyste).